# Scinax wandae
Scinax wandae es una especie de anfibios de la familia Hylidae.
Habita en Colombia y Venezuela.
Sus hábitats naturales incluyen sabanas secas, praderas parcialmente inundadas, marismas de agua dulce, corrientes intermitentes de agua, pastos, estanques, tierras de irrigación, zonas agrícolas inundadas, canales y diques.